# Kevin Möhwald
Kevin Möhwald (ur. 3 lipca 1993 w Erfurcie) – niemiecki piłkarz grający na pozycji pomocnika. Od 2021 roku zawodnik 1. FC Union Berlin.

## Życiorys
Jest wychowankiem FC Rot-Weiß Erfurt. W barwach pierwszego zespołu tego klubu występował w latach 2012–2015. Po sezonie 2014/2015 odszedł do 1. FC Nürnberg. W 2. Bundeslidze zagrał po raz pierwszy 27 lipca 2015 w przegranym 3:6 meczu z SC Freiburg. Strzelił w nim również debiutanckiego gola. 1 lipca 2018 odszedł za darmo do Werderu Brema.